# 御国旗
御国旗（みくにはた、旧字体：御國旗）は、1870年（明治3年）に制定された日本の国旗（国籍旗）である。太政官布告では商船用及び陸・海軍用の3種類が制定されており、これらの御国旗は法令内で国旗または国旗章とも表記される。ただし、いずれも太政官布告によるものであり、法律による根拠はない。

## 明治3年の御国旗制定

### 商船御国旗
1870年2月27日、明治政府は「郵船商船規則（明治3年1月27日太政官布告第57号）」で商船用の国籍旗を御国旗（旧字体：御國旗）として制定した。この旗は同布告で「日本商船記」として定められた商船記号と二つ一組で掲揚され、御国旗で国籍を、商船記号で所属を示すものであった。
1875年11月29日、「独自の徽章（社旗や船旗）」の普及によって「商船記号廃止（明治8年11月29日太政官布告第181号）」で商船記号が廃止されると、存続した御国旗は単体で掲揚されるようになり、これ以降は慣例的に国旗としても扱われることになった。御国旗の規格は祝日に掲げる「祝日可用分大旗」、「平常可用分中旗」、「風雨之節可用分小旗」に分けて制定され、大きさはそれぞれ異なっていたが、いずれも縦横比は7対10、日章は縦の5分の3で旗竿側に横の100分の1偏した位置に配したものになっている。

御国旗を定めた商船規則は、1999年8月13日に公布および施行された「国旗及び国歌に関する法律（平成11年8月13日法律第127号）」の附則で廃止され、国旗は御国旗から規格を改め「日章旗」として法制化された。ただし、商船規則は廃止されたものの御国旗には経過措置がとられ、その規格は御国旗の比率にしたがったものであった。
また、1930年12月15日に内閣書記官長は祝意や弔意の場合を問わずに商船規則の定める国旗寸法の比率に準拠することが妥当と回答し、必ずしも寸法にしたがうことは必要とされていなかったという。

#### 国旗としての使用

二代目の琉球船舶旗

御国旗は、商船が掲げる国旗である。商船規則では国籍の証明を御国旗で、商船の証明を商船記号で分担するものであり、商船記号は御国旗と同様の取り扱いを受けることが定められた。1872年5月5日（明治5年3月28日）の太政官達では、開港場の県庁に国旗を掲揚することが定められた。ここで定められた国旗の大きさは、「祝日可用分御国大旗」、「平常可用分中旗」の2種類で分けられており、その規格は商船規則の御国旗に従ったものであった。こうして御国旗は商船のみならず陸上における掲揚もされることになった。

また、アメリカ合衆国による沖縄統治時代の1967年（昭和42年）7月1日、「琉球船舶規則（高等弁務官布令第57号改正第3号）」により二代目の琉球船舶旗に商船規則の日章旗に三角旗を取り付けた旗が採用された。

### 陸軍御国旗

陸軍国旗章（陸軍御国旗）

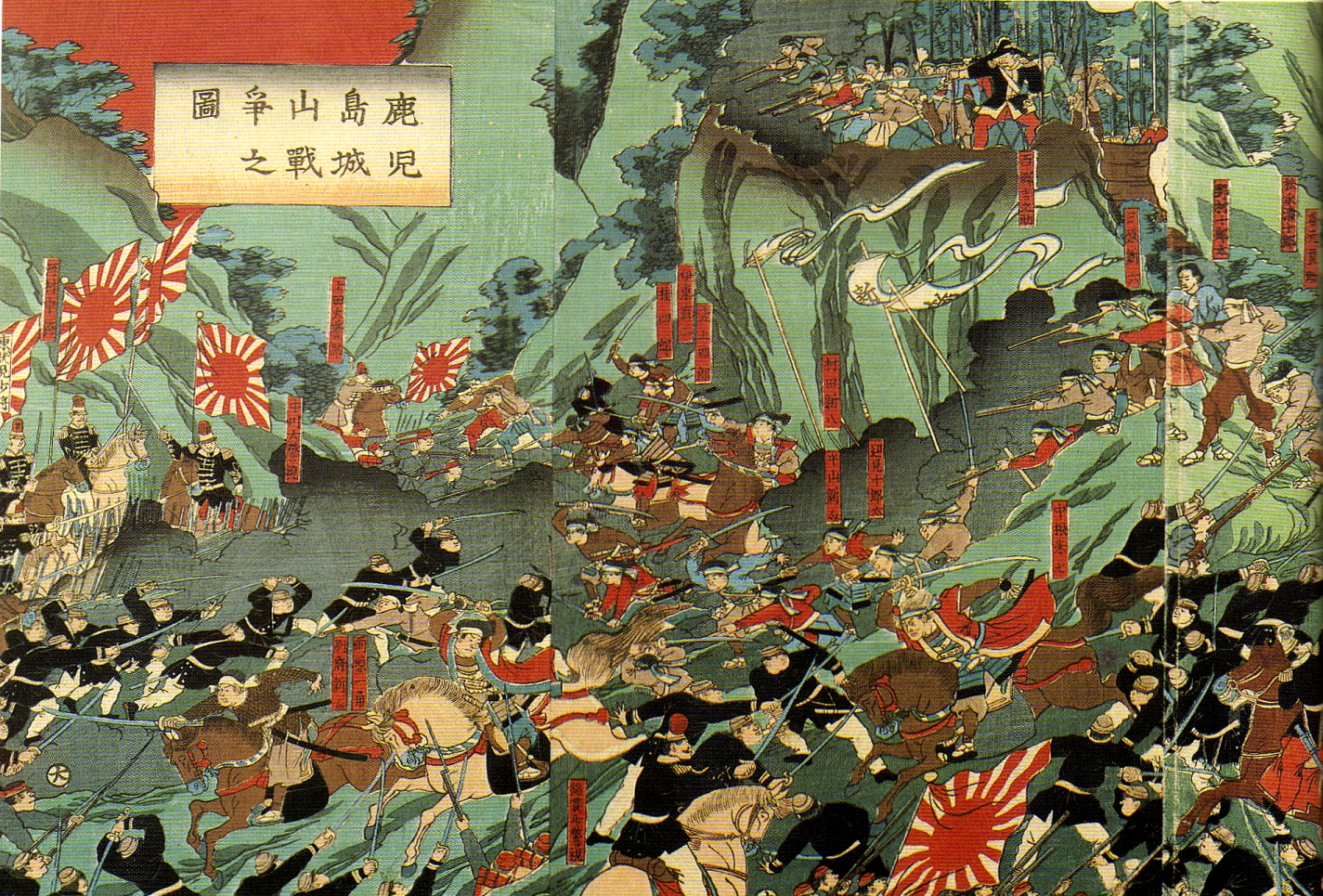
西南戦争における陸軍御国旗

1870年6月13日、御国旗に続いて「陸軍国旗章並諸旗章及兵部省挑灯幕等ノ図式ヲ示シ府藩県ヲシテ之ニ擬似スル者ヲ止ム（明治3年5月15日太政官布告第355号）」により陸軍用の国旗が陸軍御国旗（旧字体：陸軍御國旗）として定められた。縦は4尺4寸、横は5尺で日章は朱、直径は横の3分の1とされた。陸軍御国旗は法令で定められた初の旭日旗であり、後の軍艦旗や連隊旗などの嚆矢となった。なお、陸軍御国旗は制定前の1870年旧暦4月、駒場野操練場で行われた明治天皇の閲兵で「聯隊旗」として使用された16条旭日旗を太政官布告で制定したものであり、これは陸軍においても初めて統一された旗であった。

陸軍御国旗は1874年12月2日の「陸軍聯隊旗大隊旗教導旗ヲ定ム（明治7年12月2日太政官布告第130号）」で制定された「歩兵連隊軍旗」及び「騎兵砲兵連隊軍旗」に置き換えられ、その意匠も継承された。陸軍御国旗にはこれらの連隊軍旗のように紫色や赤色の絹糸製の縁や旗を囲む金モールの縁取り、連隊番号を書き入れる箇所はなく、日章と光線の色も朱から赤へと変更された。

### 海軍御国旗
1870年10月27日、「海軍御旗国旗及諸旗章ヲ示シ各省府藩県ヲシテ之ニ擬似スル者ヲ止ム（明治3年10月3日太政官布告第651号）」により海軍用の御国旗（旧字体：御國旗）が制定された。その規格は縦が7尺、横が1丈1尺7寸（2対3）の白布に直径が縦の5分の3となる紅日章を配し、風下（旗竿と逆の淵）に横の20分の1の「余幅」を加えるとされた。
また、本布告では同時に艦首に掲揚する「艦首旗章」も制定された。これも日の丸たる「白布紅日章」であるが、縦が6尺、横が8尺と規格が異なっていた。

海軍の御国旗は日本における軍艦旗の原点ともされており、その役割は1889年10月7日の「海軍旗章条例（明治22年10月7日勅令第111号）」で定められた「軍艦旗」に継承された。